# Cisticola juncidis
Il beccamoschino (Cisticola juncidis (Rafinesque, 1810)) è un uccello passeriforme appartenente alla famiglia Cisticolidae, diffuso in Eurasia, Africa e Oceania.

## Descrizione

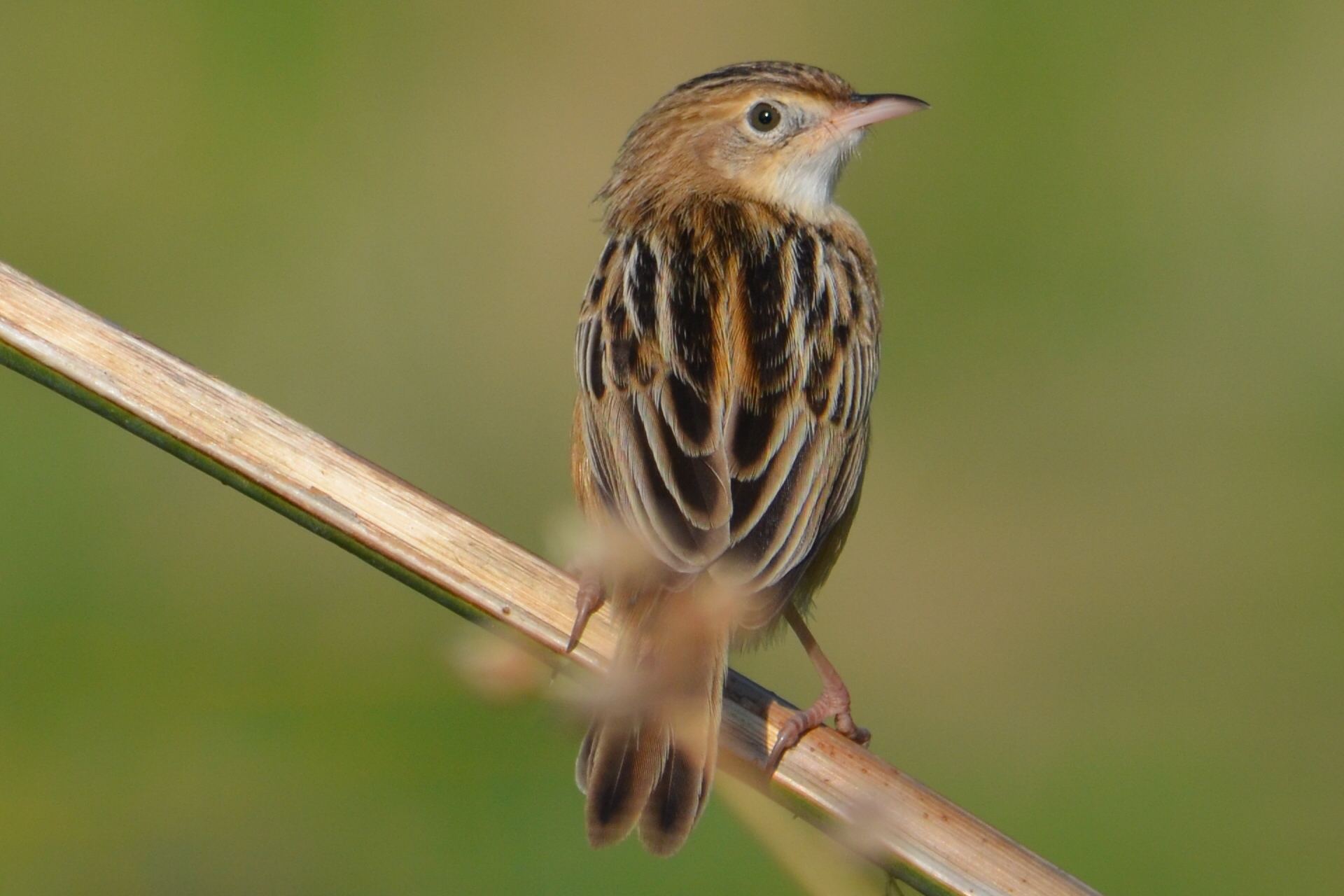
Particolare del dorso

È un passeriforme di piccola taglia, che raggiunge 10-11 centimetri di lunghezza ed un peso di 8-9 grammi. Questa specie non presenta dimorfismo sessuale: sia i maschi che le femmine hanno un piumaggio di color bruno-ocra, con striature nere sul dorso e parti inferiori biancastre. Il becco è di colore rosa-arancio mentre le zampe vanno dal rosa al giallo.

## Biologia

### Alimentazione
È un uccello insettivoro e granivoro.

### Riproduzione

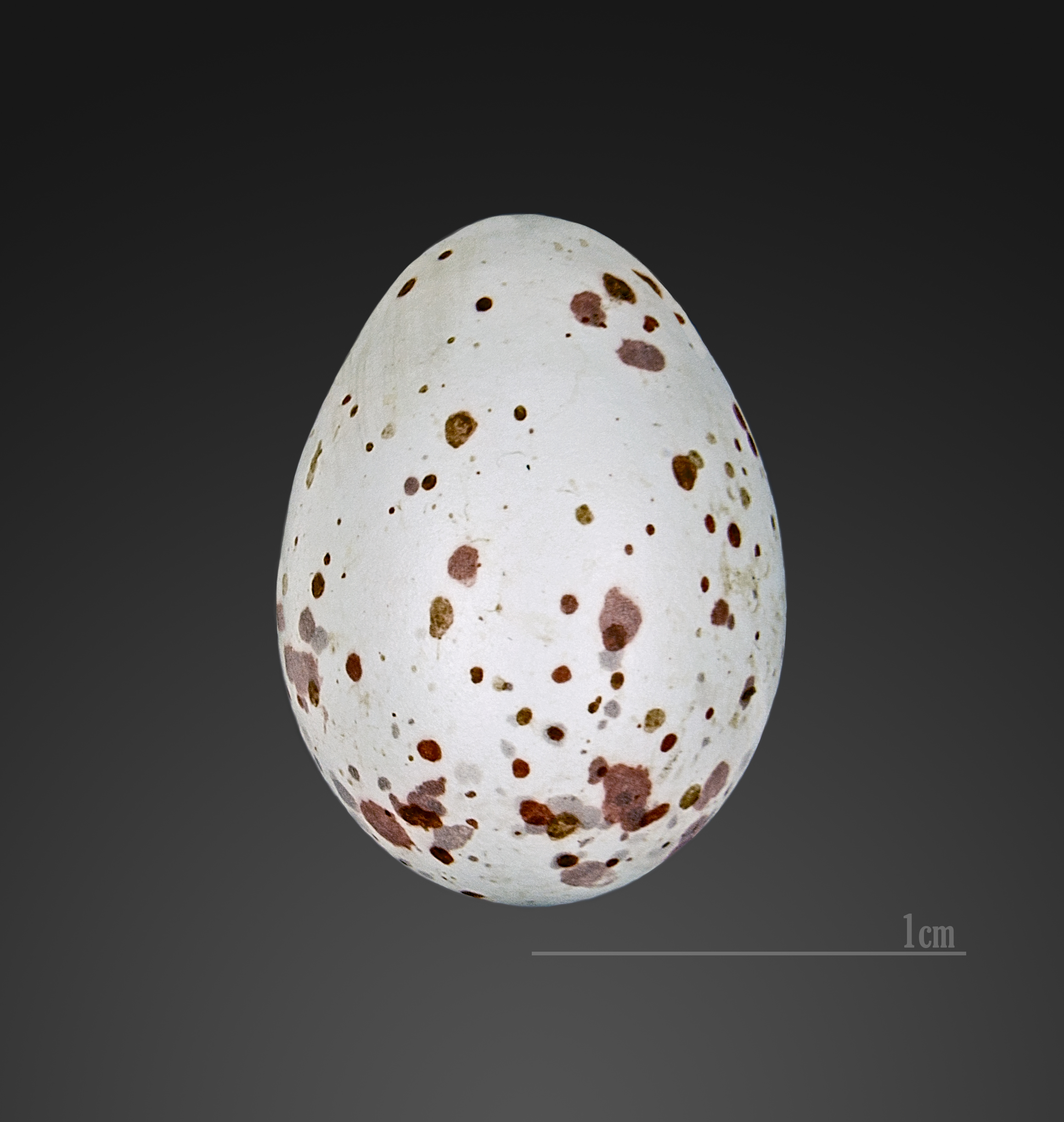
Cisticola juncidis

Nella stagione riproduttiva, da maggio a luglio, il maschio inizia la costruzione di diversi nidi e vi attira le femmine; dopo l'accoppiamento, la femmina completa la costruzione del nido, a forma di coppa allungata, e vi depone da 4 a 6 uova. L'incubazione dura 10-11 giorni; dopo circa 2 settimane dalla schiusa i piccoli sono in genere pronti a lasciare il nido.

## Distribuzione e habitat
Lo si trova in Europa, Africa, Asia e Australia. In Europa si concentra nei paesi del bacino del Mediterraneo. in Italia la specie è particolarmente comune nella pianura Padana, ma è presente in quasi tutta la penisola. Le popolazioni presenti nelle isole di Pantelleria e Lampedusa appartengono alla sottospecie Cisticola juncidis cisticola.
Nidifica soprattutto in habitat costituiti da aree aperte, come pascoli, zone coltivate, e praterie, mai al di sopra del piano collinare.

## Tassonomia
Sono state individuate 17 sottospecie:
- C. j. brunniceps (Temminck & Schlegel, 1850) - Corea meridionale, Giappone e Batan (Filippine settentrionali)
- C. j. cisticola (Temminck, 1820) - Francia occidentale, Penisola Iberica, Isole Baleari, Pantelleria, Lampedusa e Africa nord-occidentale
- C. j. constans (Stresemann, 1938) - Sulawesi e isole vicine
- C. j. cursitans (Franklin, 1831) - Dall'Afghanistan orientale alla Birmania settentrionale e alla Cina meridionale e all'India meridionale e sud-orientale, fino ai bassopiani aridi dello Sri Lanka
- C. j. fuscicapilla (Wallace, 1864) - Giava orientale, Kangean ed isole minori della Sonda
- C. j. juncidis (Rafinesque, 1810) - Dalla Francia meridionale alla Turchia e alla Siria, Egitto e grandi isole del Mediterraneo
- C. j. laveryi (Schodde & Mason, 1979) - Australia nord-orientale, forse Nuova Guinea meridionale
- C. j. leanyeri (Givens & Hitchcock, 1953) - Australia centro-settentrionale
- C. j. malaya (Lynes, 1930) - Isole Nicobare Birmania sud-orientale, Thailandia sud-occidentale, Penisola malese ed isole maggiori della Sonda
- C. j. neuroticus (Meinertzhagen, 1920) - Da Cipro, Libano e Israele fino all'Iran occidentale
- C. j. nigrostriatus (Parkes, 1971) - Palawan
- C. j. normani (Mathews, 1914) - Dal Queensland nord-occidentale (Australia nord-orientale)
- C. j. omalurus (Blyth, 1851) - Sri Lanka (tranne i bassopiani aridi)
- C. j. salimalii (Whistler, 1936) - India sud-occidentale
- C. j. terrestris (Smith, A, 1842) - Dal Gabon e dal Congo alla Tanzania meridionale e fino al Sudafrica
- C. j. tinnabulans (Swinhoe, 1859) - Dalla Cina sud-orientale a Taiwan e alla Thailandia, Indocina e Filippine (tranne Batan e Palawan)
- C. j. uropygialis (Fraser, 1843) - Dal Senegal e dal Gambia all'Etiopia, Ruanda, Tanzania e Nigeria